# Juan Ghyczy
Juan Ghyczy (en húngaro: Ghyczy János) (? – Gyulafehérvár, 7 de enero de 1589) fue un soldado y político húngaro del siglo XVI. 

## Biografía
Juan nació en una familia húngara de la región de Transdanubia. A partir de 1566 sirvió como teniente en el castillo de Gyula, y luego tras la caída de esta escapó a Transilvania pasando a servir al Príncipe Juan Segismundo Szapolyai. Por su fidelidad Szapolyai le otorgó numerosas propiedades igual como lo hizo con el conde Esteban Báthory. En 1577 fue embajador del conde Báthory ante el pachá de Temesvár (la región central de Hungría estaba ocupada por los ejércitos turcos otomanos). Tras la muerte de Szapolyai en 1571 Esteban Báthory fue elegido como el nuevo monarca transilvano, y Juan Ghyczy continuó a su servicio. A partir de 1576 Ghyczy fue capitán de la fortaleza de Várad, ocupándose por cuidar las fronteras del Principado de Transilvania de la amenaza turca. Esteban Báthory fue elegido también rey de Polonia en 1576, tras lo cual no renunció a su cargo de gobernante de Transilvania, sino habiéndose mudado a Cracovia, continuó dirigiéndolo desde allá. Dejó como regente en Transilvania a su hermano mayor Cristóbal Báthory, quien falleció en 1581. Su pequeño hijo de 9 años de edad, Segismundo Báthory fue elegido como su sucesor por si tío Esteban y los nobles húngaros, para que existiese cierta continuidad familiar, y un grupo de nobles se encargó de ser sus tutores. Sin embargo la muerte de Esteban Báthory agravó las circunstancias, pues ambos tronos (el polaco y el transilvano) quedaron vacíos, y Segismundo no tenía aún edad suficiente para gobernar. De esta manera a partir de mayo de 1585, hasta diciembre de 1588 Juan Ghyczy pasó a ser el tutor único y principal de Segismundo, y regente de Transilvania. En 1585, tras haber cumplido la mayoría de edad, Segismundo fue nombrado príncipe de Transilvania, y Ghyczy se retiró. Luego de su renuncia y del ascenso de Segismundo se convirtió en su primer consejero y en el capitán general del país